# The Road to Eldorado Soundtrack
The Road to El Dorado Soundtrack (conosciuta anche come The Road to El Dorado Soundtrack e Elton John's The Road to El Dorado) è una colonna sonora del cantante britannico Elton John, pubblicata il 14 marzo 2000 dalla DreamWorks Records per il film La strada per El Dorado.

## Descrizione
Si tratta della quarta colonna sonora di Elton, dopo Friends Soundtrack (1971), The Lion King Soundtrack (1994) e The Muse Soundtrack (1999). Il film di riferimento è The Road to El Dorado (in Italia La strada per El Dorado), prodotto dalla DreamWorks Animation. L'album vede ancora una volta la collaborazione tra Elton e Tim Rice; essi speravano infatti di conseguire lo stesso grandioso successo ottenuto sei anni prima con The Lion King Soundtrack (1994), dopo il flop del concept album Elton John and Tim Rice's Aida (1999). In origine, era prevista la pubblicazione di due album: uno comprendente la colonna sonora vera e propria, e l'altro contenente esclusivamente brani composti da Elton John e Tim Rice. Alla fine, però, si decise di pubblicare un unico disco.
Da un punto di vista stilistico, l'album si rivela decisamente essere un buon prodotto, con brani articolati e ispirati (anche se alcune volte risultano diversi dalle versioni del film), influenzati per forza di cose dal pop latino (basti vedere la trama del cartoon, incentrata sui personaggi di due spagnoli del XVI secolo nel Nuovo Mondo). Randy Newman duetta con Elton nel brano It's Tough To Be A God, mentre Cheldorado, The Brig e Wonders of the New World sono degli strumentali (i primi due composti da Hans Zimmer, e l'altro da John Powell). Decisiva da un punto di vista artistico risulta essere la raffinata produzione di Patrick Leonard.
The Road to El Dorado Soundtrack non poteva contare sulla potenza mediatica della Walt Disney Company: fu quindi messa in ombra dallo scarso successo commerciale del film omonimo, nonostante i risultati raggiunti. Vennero estratti due singoli: il tema portante Someday Out of the Blue e Friends Never Say Goodbye (distribuito come promo sia negli USA che nel Regno Unito), che non ottennero particolare successo presso il grande pubblico.
Ciò nonostante, The Road to Eldorado è visto da molti fans di Elton come un disco fondamentale per la rinascita artistica della rockstar, un apripista verso il successo artistico e commerciale di Songs from the West Coast.

## Tracce
Testi e musiche di Elton John e Tim Rice, eccetto dove indicato.
1. El Dorado – 4:22
2. Someday Out of the Blue – 4:48 (Elton John, Tim Rice, Patrick Leonard)
3. Without Question – 4:47
4. Friends Never Say Goodbye – 4:21
5. The Trail We Blaze – 3:54
6. 16th Century Man – 3:40
7. The Panic in Me – 5:40 (Elton John, Tim Rice, Hans Zimmer)
8. It's Tough to Be a God (con Randy Newman) – 3:50
9. Trust Me – 4:46
10. My Heart Dances – 4:51
11. Queen of Cities – 3:56
12. Cheldorado – 4:26 (Hans Zimmer)
13. The Brig – 2:58 (Hans Zimmer)
14. Wonders of the New World – 5:56 (John Powell)

Tracce aggiunte nella versione esclusiva Best Buy
1. Perfect Love – 4:09
2. Hey, Armadillo – 3:47

## Classifiche
| Classifica (2000) | Posizione massima |
| ----------------- | ----------------- |
| Stati Uniti       | 63                |